# نادي بنها
نادي بنها الرياضي نادي رياضي مصري تأسس عام 1945 يقع بمحافظة القليوبية بمدينة بنها، وهو يعتبر من الأندية الكبرى بمحافظة القليوبية . يبلغ عدد أعضائه 16 ألف عضو ويقع في وسط مدينة بنها على مساحة 5 آلاف متر مربع.